# شرکت مستقل تصاویر متحرک
کمپانی مستقل تصاویر متحرک (به انگلیسی: Independent Moving Pictures Company؛ به‌طور مخفف IMP) یک استودیو و شرکت تولید فیلم سینمایی بود که در سال ۱۹۰۹ توسط کارل لمله تأسیس شد. این شرکت در شهر نیویورک مستقر بود و دارای امکانات پیشرفته ای در فورت لی، نیوجرسی بود. در سال ۱۹۱۲، IMP با چند شرکت تولیدی دیگر ادغام شد و شرکت یونیورسال پیکچرز را تشکیل داد و کارل لمله رئیس هیئت مدیره شد.
همچنین اولین فیلم این شرکت هیاواتا بود.